# Corpo da Gendarmaria do Estado da Cidade do Vaticano
O Corpo da Gendarmaria do Estado da Cidade do Vaticano, conhecido como Gendarmaria Vaticana, é a força policial responsável pela segurança, ordem pública, controle de fronteiras, tráfego, investigações criminais e outras funções policiais na Cidade do Vaticano e suas áreas extraterritoriais. Vinculada ao Governatorato do Estado da Cidade do Vaticano, também protege o Papa durante viagens e eventos, colaborando com a Guarda Suíça Pontifícia.

## História

### Origens
As origens da Gendarmaria remontam ao poder temporal dos papas, quando, após o Édito de Milão (313), o imperador Constantino I forneceu uma escolta militar aos pontífices. A partir de 1378, jovens corsos foram recrutados por sua coragem. Durante o período medieval, os gendarmes protegiam palácios papais e atuavam como milícia urbana sob o Soldanus Curiae. Durante a invasão napoleônica, muitos aderiram ao inimigo, sendo excomungados por Papa Pio VII.

### Fundação
Fundado em 14 de julho de 1816 por Papa Pio VII como Corpo dos Carabinieri Pontifícios, o corpo unificou as forças policiais do Estado Pontifício após o Congresso de Viena. Inspirado nos carabinieri europeus e na gendarmaria napoleônica, tinha bases em várias cidades, incluindo uma caserna em Piazza del Popolo, Roma, hoje usada pelos Carabinieri italianos.

### Transformações
Em 1849, após a República Romana, Papa Pio IX reorganizou o corpo como Reggimento dei Veliti Pontifici e, no mesmo ano, como Corpo da Gendarmaria Pontifícia. Após a Tomada de Roma (1870), um pequeno destacamento permaneceu no Vaticano. Com os Pactos de Latrão (1929), a Gendarmaria foi ampliada. Em 1970, Papa Paulo VI transformou-a no Ufficio Centrale di Vigilanza, em 1991 no Corpo de Vigilância, e em 2002 retomou o nome atual.

### Eventos Recentes
- Em 2011, a bandeira papal de 1870 foi devolvida ao Vaticano pela família Ruspoli.
- Em 2016, o bicentenário foi celebrado com eventos e uma moeda comemorativa.

## Funções
A Gendarmaria desempenha:
- Ordem pública: Segurança no Vaticano e áreas extraterritoriais.
- Polícia rodoviária: Controle de tráfego.
- Segurança pública: Proteção de cidadãos e visitantes.
- Polícia de fronteira: Vigilância das fronteiras.
- Polícia judiciária: Investigação de crimes.
- Inteligência e antiterrorismo: Monitoramento via Serviço de Inteligência Vaticano (SIV).
- Polícia de proximidade: Interação comunitária.
- Proteção papal: Escolta do Papa em colaboração com a Guarda Suíça.

Desde o Jubileu de 2000, opera uma sala de controle 24/7 com videovigilância.

## Unidades Especiais
- Grupo de Intervenção Rápida (GIR): Resposta a ameaças.
- Centro Operativo de Segurança (COS): Coordenação de operações.
- Unidade Antissabotagem: Prevenção de ataques.
- Ufficio Interpol: Cooperação internacional.
- Serviço de Inteligência Vaticano (SIV): Análise de informações.
- Banda Musical: Fundada em 2007, com 100 músicos voluntários, atua em eventos oficiais.[1]

## Estrutura e Pessoal
Com 150 membros, a Gendarmaria é dividida em:
- Oficiais: Vice-Comissário, Comissário, Primeiro Dirigente, Dirigente Superior, Dirigente Geral, Inspetor Geral.
- Suboficiais: Vice-Brigadeiro, Brigadeiro, Vice-Inspetor, Inspetor.
- Tropa: Alunos e Gendarmes.

### Requisitos para Ingresso
- Homens, celibatários, com cidadania italiana ou vaticana.

- Idade entre 21 e 24 anos, altura mínima de 1,80 m.

- Diploma de ensino médio, aptidão psicofísica, catolicismo praticante com recomendação eclesiástica.
Oficiais recebem o título de Gentiluomini di Sua Santità e cidadania vaticana durante o serviço.

## Uniformes

### Históricas
Até 1970, usavam uniformes cerimoniais do século XIX, com berrettoni de pelo, plumas vermelhas, casacos negros e botas altas. As uniformes de serviço incluíam bicornos. Estão expostas no Museu Histórico Vaticano, Castel Sant’Angelo e Museu Central do Risorgimento.

### Atuais
Uniformes azul-escuros, variando por ocasião:
- Alta uniforme: Luvas brancas, quepis, capa.
- Banda musical: Estilo oitocentista com quepis e penacho preto.[1]

## Equipamentos e Veículos

### Armamento
- Pistola padrão: Glock 17 (9×19 mm).
- Outras armas: Beretta M12, Heckler & Koch MP5, Carbon 15, Heckler & Koch FABARM FP6.
- Controle de distúrbios: Taser, manganellos, spray de pimenta, gás lacrimogêneo.
- Cerimonial: Espadas.[7]

### Veículos
Com placas SCV e livreas azul/branca-ouro ou amarelo-branca:
- Motocicletas: 2 Ducati, 2 Harley-Davidson Road King.
- Automóveis: 2 Volkswagen up! elétricos, 1 Fiat Bravo, 2 Smart Fortwo, 1 Renault Kangoo elétrica.
- Utilitários: 4 Melex 343 elétricos.[8]

## Interação com Outros Órgãos
A Gendarmaria colabora com a Guarda Suíça Pontifícia, que protege o Papa e edifícios papais, enquanto a Gendarmaria foca na segurança do território vaticano e áreas extraterritoriais. Também coopera com autoridades italianas e a Interpol.

## Comandantes
| Nome                        | Mandato       |
| --------------------------- | ------------- |
| Arcangelo De Mandato        | 1922–1942     |
| Adolfo Soleti               | 1942–1944     |
| Mario Pericoli              | 1944–1958     |
| Francesco Saverio Bernado   | 1959–1961     |
| Spartaco Angelini           | 1961–1971     |
| Camillo Cibin               | 1972–2006     |
| Domenico Giani              | 2006–2019     |
| Gianluca Gauzzi Broccoletti | 2019–presente |

## Galeria
- Gendarme nos Jardins Vaticanos.
- Oficial com viatura Renault Kangoo.
- Quépi histórico da Gendarmaria.
- Viatura Fiat Bravo.
- Oficiais na Praça de São Pedro (2014).